# حسینیه درازی
حسینیه درازی مربوط به دوره قاجار است و در شهرستان دشتی، بخش مرکزی، دهستان خورموج، روستای درازی واقع شده و این اثر در تاریخ ۲۸ اسفند ۱۳۸۵ با شمارهٔ ثبت ۱۸۷۲۲ به‌عنوان یکی از آثار ملی ایران به ثبت رسیده است.